# Johan Adolf Nilson

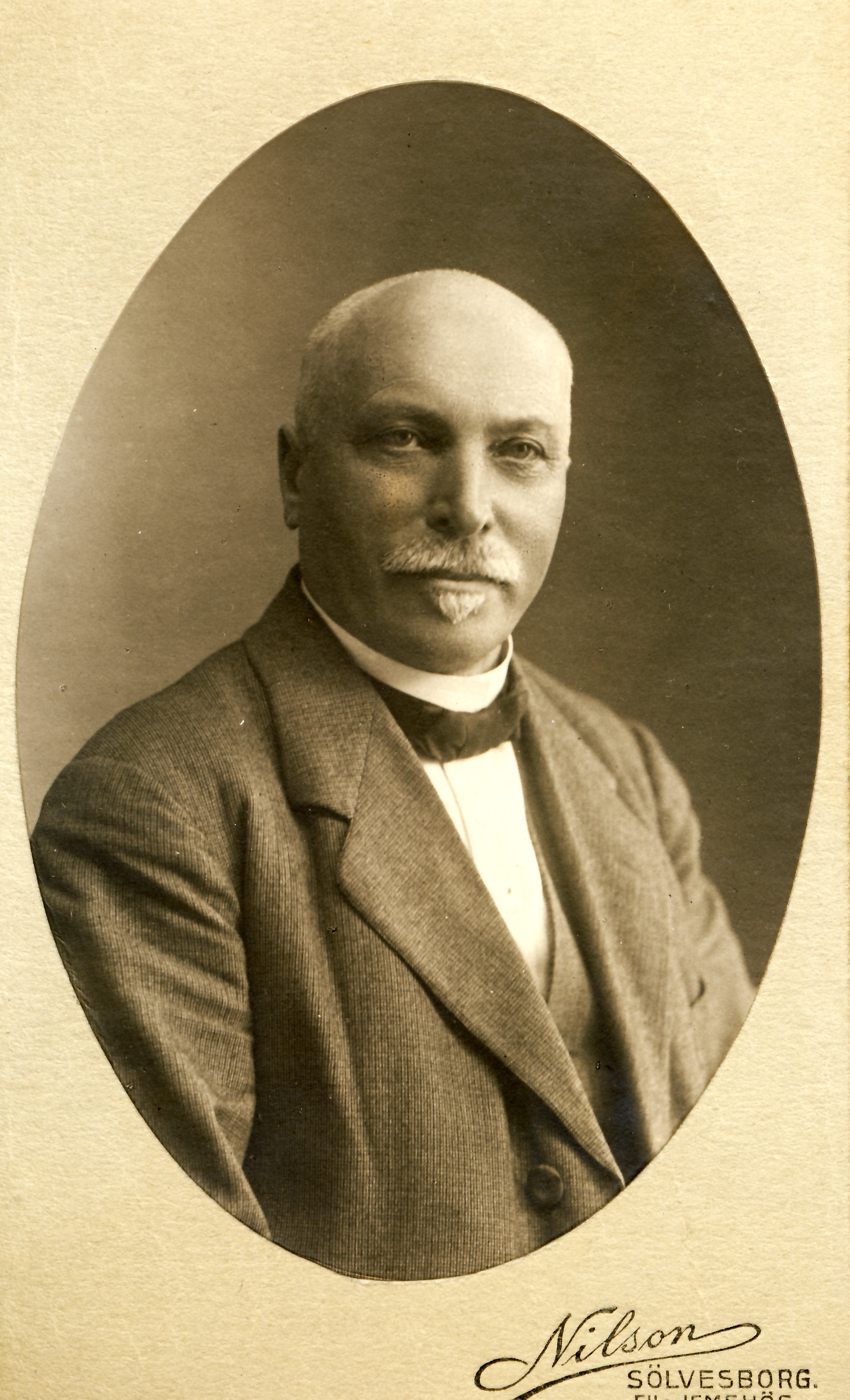
Fotograf Johan Adolf Nilson, Sölvesborg.

Johan Adolf Nilson, född 1861 i Mjällby, död 1961 i Sölvesborg, var en svensk porträttfotograf. 
Nilsson lärde sig fotografyrket i USA och verkade i Mjällby från och med 1895, därefter i Sölvesborg. Det finns en samling av glasplåtar och originalfoton i Blekinge museums arkiv. Västra Blekinge Vykortsklubb gav 2017 ut boken "Familjeliv hos den legendariske Sölvesborgsfotografen J. A. Nilson" som berättar om hans liv.